# Spooling
En el campo de la Informática, el spooling (verbo en inglés derivado de las siglas de simultaneous peripheral operations on-line) se refiere al proceso mediante el cual la computadora introduce trabajos en un buffer (un área especial en memoria o en un disco), de manera que un dispositivo pueda acceder a ellos cuando esté listo.
El spooling es útil en caso de dispositivos que acceden a los datos a distintas velocidades. El buffer proporciona un lugar de espera donde los datos pueden estar hasta que el dispositivo (generalmente más lento) los procesa. Esto permite que la CPU pueda trabajar en otras tareas mientras que espera que el dispositivo más lento acabe de procesar el trabajo.
La aplicación más común del spooling es la impresión. En este caso, los documentos son cargados en un buffer, que habitualmente es un área en un disco, y la impresora los saca de este a su propia velocidad. El usuario puede entonces realizar otras operaciones en el ordenador mientras la impresión tiene lugar en segundo plano. El spooling permite también que los usuarios coloquen varios trabajos de impresión en una cola de una vez, en lugar de esperar a que cada uno acabe para enviar el siguiente.
El uso de un almacenamiento intermedio permite que varios procesos en paralelo estén generando datos para el dispositivo, sin que se mezcle el resultado, ni que tengan que esperar a que finalice la operación con el periférico. En consecuencia se obtiene una comunicación indirecta entre los programas que escriben los datos y los que los leen. Se suele usar este mecanismo cuando un dispositivo escribe datos a diferente velocidad de la que la lee el dispositivo receptor, lo cual permite que un dispositivo más lento lo procese a su ritmo.
También se puede referir a un dispositivo de almacenamiento que incorpora un spool (carrete, bobina) físico, como una unidad de cinta.